# Keith Packard
Keith Packard (* 16. April 1963) ist ein Software-Entwickler, der vor allen Dingen für seine Mitarbeit am X Window System bekannt geworden ist.

## Leben
Packard schloss sein Mathematikstudium 1986 ab. Er arbeitete bei Tektronix und entwarf dort X-Terminals und Unix-Workstations von 1983 bis 1988.
1988 zog er nach Cambridge (Massachusetts) und arbeitete dort am MIT im X Consortium bis 1992.
Er entwickelte die X-Window-Referenzimplementierung, erarbeitete Standardisierungen und war verantwortlich für die Versionsveröffentlichungen zu dieser Zeit.
Ab 1999 war er bei SuSE beschäftigt und arbeitete von Portland aus an der XFree86-Implementation des X Window System.
Ab 2001 arbeitete er in den Forschungslaboratorien für Compaq (jetzt Hewlett-Packard) in Cambridge. Im Jahr 2003 wurde er aus dem Kernteam des XFree86-Projektes ausgeschlossen.
Seit Anfang 2004 ist Keith Packard stark involviert in die Entwicklung des X.Org-Servers, der den XFree86-Server an Verbreitung mittlerweile überholt hat.
Von Oktober 2005 bis Januar 2015 arbeitete er bei Intel.
Anschließend arbeitete er für HP bzw. später HPE. Seit März 2017 ist er in seiner Freizeit auch als Berater für Valve tätig. Daneben beschäftigt sich Keith mit der Entwicklung von Microcomputern und hat mit Bdale Garbee zusammen 2009 die Firma Altus Metrum gegründet. Dort entwickeln die beiden Produkte zur Auswertung von Telemetrie-Daten, welche sie für ihr Hobby – das Fliegen von Raketen – benötigen.